# HS Produkt

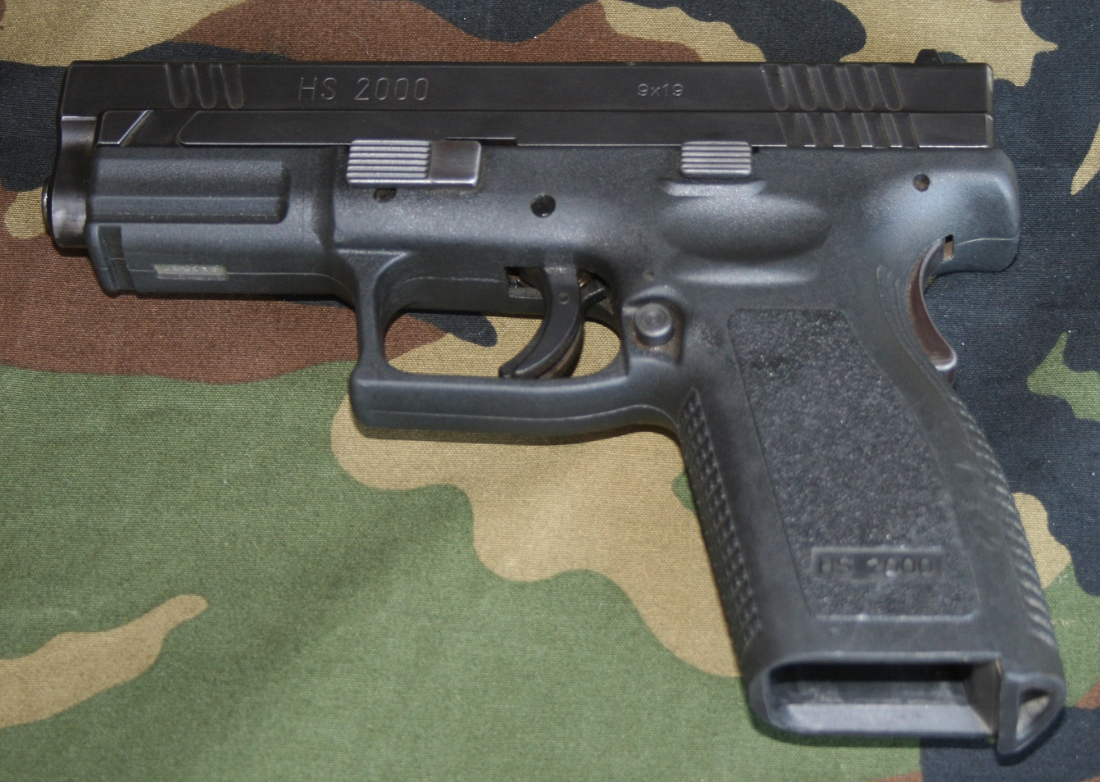
Un HS-2000

Le fabricant d'armes à feu croate HS Produkt est une entreprise industrielle privée surtout connue pour son pistolet HS-2000 et son fusil d'assaut VHS tous deux en service dans l'Armée croate.

## Histoire
Cette entreprise a été fondée à Ozalj en 1990 sous le nom d'IM Metal par deux ingénieurs croates. En 2000, la société est rebaptisée de son nom actuel et déménage ses 80 salariés à Karlovac. 
Début 2001, le succès du HS-2000 au niveau international permet à la société d'employer un millier de personnes en 2007.
HS Produkt est en 2016, l'un des fournisseurs en compétition pour le remplacement des fusils de l'armée française aux côtés de fabricants tels que Beretta (Italie), FN Herstal (Belgique), Swiss Arms (Suisse) et Heckler & Koch (Allemagne).

## Diffusion
Leur pistolet HS XDM 9 mm est en service en 2019 dans les unités suivantes :
- Police Municipale de Grasse[3]
- Police Municipale de Saint-Laurent du Var[4]
- Police Municipale de Vallauris[5]

La version XDM-9 3.8 équipe, depuis octobre 2018, les agents du Groupe de Protection et de Sécurisation des Réseaux (GPSR) de la RATP.

## Production dans les années 1990
Durant la guerre de Croatie, les salariés d'IM Metal ont produit les pistolets PHP-95 et HS-95, mais aussi des mitraillettes Alka M93 fournis aux combattants de la Garde nationale.